# شیف‌باز
شیف بیس‌ها (دیگر نام‌ها: (به انگلیسی: Schiff base) باز شیف، شیف باز، آزومتین) گروهی از ترکیبات آلی هستند که دارای گروه عاملی C=N-R باشند. این ترکیبات نخستین بار توسط دانشمند آلمانی هوگو شیف کشف شدند و به افتخار وی این دسته ترکیبات با این نام شناخته شدند. شیف بیس‌ها دارای اهمیت قابل توجهی در شیمی آلی فلزی بوده و به خاطر سهل الوصل بودن نیتروژن آنها به فلزات واسطه معمولاً به عنوان لیگاند بکار می روند.